# 企業績效管理
企業績效管理（Business Performance Management），是透過資訊軟體服務來協助企業客戶進行績效管理。
這是基於企業內部所有資訊系統提供的資訊整合，利用各種方法論以及績效管理軟體，再透過顧問服務來找出企業的關鍵資訊。透過關鍵資訊，可協助企業進行更進一步的決策執行。企業績效管理是商业智能的延伸，也是管理方法論的實際應用。

## 分类
其包含以下幾種分類：
- 預算規劃(Budget Planning)
- 銷售預測(Sales Forecast)
- 獲利能力分析(Profitability Analysis)
- 平衡計分卡與企業戰情室(Balance Scorecad and Dashboard)
- 財務合併報表(Financial Consolidation)
- 財務管理報表(Financial, Statutory and Management Reporting)